# Spathiomorpha varinervis
Spathiomorpha varinervis är en stekelart som beskrevs av Vladimir Ivanovich Tobias 1976. Spathiomorpha varinervis ingår i släktet Spathiomorpha och familjen bracksteklar. Inga underarter finns listade i Catalogue of Life.